# 馬歇爾縣 (奧克拉荷馬州)
馬歇爾縣（英語：Marshall County）是美国奧克拉荷馬州南部的一個縣，南隔雷德河與德克薩斯州相望，面積1,106平方公里，是全州面積最小的縣。根據2020年美國人口普查，共有人口15,312人。縣治馬迪爾（Madill）。該縣成立於1907年，縣名是來自奧克拉荷馬州制憲會議成員喬治·亨肖（George A. Henshaw）母親的本姓。